# Жизнь А. Г.
«Жизнь А. Г.» — дебютный роман ростовского писателя Вячеслава Ставецкого, финалиста премии «Дебют» 2015 года. Первая журнальная публикация — в ноябрьскои и декабрьском номерах журнала «Знамя» за 2018 г. Книжная публикация: 2019 год, Редакция Елены Шубиной, серия «Неисторический роман». В 2019 году вошёл в короткий список премий «Большая книга» и «Ясная поляна».
Главный герой книги — испанский диктатор Аугусто Гофредо Авельянеда де ла Гардо после свержения его режима приговаривается к «пожизненному публичному заключению» — его помещают в клетку и возят по городам страны. Имя диктатора (ближайшим прототипом которого в реальной истории можно считать Франсиско Франко) является отсылкой к Алонсо Фернандесу де Авельянеде — сочинителю второго тома «Дон Кихота».
Автор заявляет что этот роман, как и более ранние его произведения, рассказы «Из наследия» и «Зависть», повести «Квартира», «Астронавт» и «Первый день творения» — части находящейся в процессе написания и объединённой общностью замысла большой книги «Необъявленные хроники Запада».
Николай Александров назвал роман «постмодернистской сказой о диктаторе…, который был осужден на пожизненное публичное поношение и стал шутом», отметив, что «в сказке зло, как правило, не страшно, и плюс к тому сам диктатор в процессе повествования из гротескной фигуры как будто превращается в живого человека. Другое дело, что постмодернистская игра замутняет смыслы, то есть вносит неопределенность в рассказанное».

## Рецензии
- Лидия Маслова. Выходят на арену палачи: трагифарс политического клоуна. Известия (17 марта 2019). Дата обращения: 10 сентября 2019.
- Галина Юзефович. «Жизнь А.Г.» об испанском диктаторе и фантастика «Четверо» от Александра Пелевина Галина Юзефович — о двух русских романах-фантасмагориях. meduza.io (20 апреля 2019). Дата обращения: 10 сентября 2019.
- Константин Мильчин. Вячеслав Ставецкий «Жизнь А.Г». Книги по назначению. Радио Культура (27 марта 2019).
- Егор Михайлов. Диктатор в клетке: почему стоит читать роман «Жизнь А.Г.» Афиша.ру (15 апреля 2019). Дата обращения: 21 сентября 2019.